# Kanuma
Kanuma (鹿沼市 -shi) é uma cidade japonesa localizada na província de Tochigi.
Em 2003 a cidade tinha uma população estimada em 93 902 habitantes e uma densidade populacional de 299,72 h/km². Tem uma área total de 313,30 km².
Recebeu o estatuto de cidade a 10 de Outubro de 1948.

## Cidades-irmãs
- Adachi, Japão
- Grand Forks, EUA
- Tieling, China